# 1117
سنة 1117 كانت سنة بسيطة تبدأ يوم الإثنين (الرابط يظهر نموذج التقويم الكامل للسنة) من التقويم اليولياني.

## أحداث
- زلزال بقوة 6.69 يضرب إيطاليا ويخلف 30000 قتيلا.

## مواليد
- أوتو الأول دوق بافاريا

## وفيات
- بيرتراد دي مونتفورت ملكة فرنجة القرينة